# La MaMa ODAKA
 La MaMa ODAKA（ら・まま・おだか）は、柳美里が設置した福島県南相馬市にある演劇アトリエである。
2018年から青春五月党の公演に使われているほか、演劇公演やイベントなどにも使われている。

## 概要
- 2017年12月に開館した[1]。

## 沿革
- 2017年12月25日 - 「cascade 破水」をプレイベントとして開館。
- 2018年9月 - 青春五月党復活公演 vol.1「静物画」
- 2018年10月 - 青春五月党復活公演 vol.2「町の形見」

現在改装中である

## アクセス
- JR常磐線小高駅より約200ｍ。
- 常磐自動車道浪江インターチェンジから約3㎞。